# 李孟儒
李孟儒（1996年1月14日—）是一位台灣男子花式滑冰選手。2013年臺北國際花式滑冰公開賽青年男子組亞軍，得分133.49，創下個人新高。

## 外部連結
维基共享资源上的相關多媒體資源：李孟儒
- 李孟儒在国际滑冰联盟的页面